# Moftī Kolā
Moftī Kolā (persiska: مُفتی كُلا) är en ort i Iran.   Den ligger i provinsen Mazandaran, i den norra delen av landet, 170 km nordost om huvudstaden Teheran. Moftī Kolā ligger 16 meter över havet och antalet invånare är 506.
Terrängen runt Moftī Kolā är huvudsakligen platt, men söderut är den kuperad. Runt Moftī Kolā är det ganska tätbefolkat, med 111 invånare per kvadratkilometer. Närmaste större samhälle är Sari, 3,9 km öster om Moftī Kolā. Runt Moftī Kolā är det i huvudsak tätbebyggt.